# Reinhardt Kiehl
Reinhardt Kiehl (* 31. Mai 1935 in Herne) ist ein deutscher Mathematiker.
Reinhardt Kiehl studierte ab 1955 Mathematik, Physik und Astronomie an der Universität Göttingen und der Universität Heidelberg. Er wurde 1965 bei Friedrich Karl Schmidt an der Universität Heidelberg promoviert (Äquivalenzrelationen in analytischen Räumen). Er war 1966 bis 1968 Assistent und 1968/69 Dozent an der Universität Münster (wo er sich 1968 habilitierte) und danach 1969 bis 1972 ordentlicher Professor an der Goethe-Universität Frankfurt am Main. Ab 1972 war er Professor an der Universität Mannheim, wo er 2003 emeritierte.
Er befasst sich mit algebraischer und arithmetischer Geometrie und nichtarchimedischer Funktionentheorie. Er schrieb mit Eberhard Freitag ein Lehrbuch über die Weil-Vermutungen und Etale Kohomologie. 1970 war er Invited Speaker auf dem Internationalen Mathematikerkongress in Nizza (Grauertsche Kohärenzsätze für stetige und differenzierbare Familien komplexer Räume).

## Schriften
- mit Eberhard Freitag Etale Cohomology and the Weil Conjecture, Springer Verlag 1988
- mit Rainer Weissauer Weil Conjectures, Perverse Sheaves and l-adic Fourier Transform, Springer Verlag 2001
- De Rham Kohomologie algebraischer Mannigfaltigkeiten über einem bewerteten Körper, Pub. Math. IHES, Band 33, 1967, S. 5–20, Online
- Der Endlichkeitssatz für eigentliche Abbildungen in der nichtarchimedischen Funktionentheorie, Inventiones Mathematicae, Band 2, 1967, S. 191–214
- Theorem A und B in der nichtarchimedischen Funktionentheorie, Inventiones Mathematicae, Band 2, 1967, S. 256–273
- Ausgezeichnete Ringe in der nichtarchimedischen analytischen Geometrie, J. Reine Angewandte Mathematik, Band 235, 1969, S. 89
- mit Jean-Louis Verdier Ein einfacher Beweis des Kohärenzsatzes von Grauert, Mathematische Annalen, Band 195, 1971, S. 24–50
- Äquivalenzrelationen in analytischen Räumen, Mathematische Zeitschrift, Band 105, 1968, S. 1–20
- Relativ analytische Räume, Inventiones Mathematicae, Band 16, 1972, S. 40–112